# 東京スクールオブミュージック&ダンス専門学校
東京スクールオブミュージック＆ダンス専門学校（とうきょうスクールオブミュージックアンドダンスせんもんがっこう、英称：Tokyo School of Music and dance）は、東京都江戸川区西葛西にある音楽、エンターテイメントの専修学校である。学校法人滋慶学園が運営しており、通称は「TSM」。

## 概要
1988年4月、音楽とエンターテイメント業界で即戦力となる人材養成を目的に「東京コミュニケーションアート専門学校」として設立された。その後、2000年4月に音楽系学科が分離独立し、「東京スクールオブミュージック専門学校」として開校した。2014年4月に「東京スクールオブミュージック＆ダンス専門学校」に校名変更した。
ミュージシャン・作曲家・レコーディングエンジニア・音楽関係者・俳優・声優・ダンサーを養成する事を目的に、音楽・音響・パフォーマンス・ステージ技術などを実践的に学ぶ専修学校で、高等学校卒業以上を入学資格とする専修課程と、中学卒業以上を入学資格とする高等課程を設置している。

## 学科
- スーパーeエンターテイメント科
- プロミュージシャン科
- 音楽テクノロジー科
- ダンス&アクターズ科
- 研究科

## 出身者
- 大谷靖夫（作曲家）
- 中田ヤスタカ（capsule）
- miyake（mihimaru GT）
- 渡辺拓也（作曲家）
- 溝呂木賢（俳優）
- さかいゆう（シンガーソングライター）
- 川崎萌（シンガーソングライター）
- 荒井洋明（作曲家）
- 市川展丈（DJ/声優）
- 金崎睦美（女優）
- 岡本真夜（シンガーソングライター）
- 大嶋文博（作曲家）
- 木の子（作詞家）
- 高田梢枝（シンガーソングライター）
- 五十嵐由佳（声優）
- 下出裕司（声優/俳優）
- 田中俊亮（ギタリスト/DIANA∽DIANA）
- YOFFY（ヴォーカリスト/サイキックラバー）
- 松本サトシ（作曲家）
- 明音亜弥 （元中野風女シスターズ/風男塾：香月大弥、イラストレーター、振付師）
- 小森虹那（中野風女シスターズ/風男塾：神那橙摩）
- Kid'z（ドラマー/MY FIRST STORY）

## アクセス
- 東京メトロ東西線西葛西駅

## その他
- 2007年4月に、江戸川区北葛西から校舎を移転。
- 1991年、マイケル・ジャクソンが北葛西の校舎を訪問[2]。
- 校舎内のプロ仕様レコーディングスタジオを、安室奈美恵、THE BLUE HEARTS、RED WARRIORS、斉藤和義等がレコーディングに用いた。
- 現在、プリンセス プリンセスメンバーの渡辺敦子が校長を務めている。